# Margaretha van Gelre
Margaretha van Gelre (rond 1158 - na 1185) was een dochter van Hendrik I van Gelre, de graaf van Gelre en Agnes van Arnstein. Zij was getrouwd met Engelbert I van Berg van het graafschap Berg.
Het echtpaar werd vader en moeder van de onderstaande drie kinderen:
- Adolf
- Adolf (-1218)
- Engelbert.

## Voetnoten
1. ↑  Uitgaande dat zij een jaar of achttien was toen zij haar eerste zoon kreeg. Kan er echter een kleine tien jaar naast zitten
2. ↑  Na de geboorte van haar jongste zoon